# Frögder eder i denna tid
Frögder eder i denna tid är en svensk psalm av okänd upphovsman.

## Publicerad i
- 1572 års psalmbok med titeln FRögder idher i thenna tijdh under rubriken "Te Lucis ante terminum".[2]
- Göteborgspsalmboken under rubriken "Om Gudz Ord och Försambling".[3]
- Den svenska psalmboken 1694 som nummer 256 under rubriken "Om Gudz Ord och församling".
- 1695 års psalmbok som nummer 223 under rubriken "Om Gudz Ord och Församling".[1]